# Jacques Caroli
Jacques Caroli (* 21. Mai 1902 in Les Essarts-le-Roi nahe Versailles; † 1979 in Paris) war ein französischer Gastroenterologe. Er studierte in Angers Medizin und fing dort an zu praktizieren. Nach dem Zweiten Weltkrieg wurde er Chefarzt am Pariser Krankenhaus Hôpital Saint-Antoine. 1958 beschrieb er erstmals eine angeborene Erkrankung mit zystischen Erweiterungen der Gallengänge in der Leber, die später als Caroli-Syndrom nach ihm benannt wurde. Er und Pierre Mallet-Guy haben die 1932 erstmals von Pablo Mirizzi durchgeführte (damals nur intraoperative) Cholangiographie weiterentwickelt und die intraoperative Druckmessung (Manometrie) in den Gallenwegen ausgebaut. 1976 wurde er zum Kommandeur der französischen Ehrenlegion ernannt.